# Häxprocessen i Vardø (1662–1663)
Häxprocessen i Vardø 1662–1663 i Finnmark fylke i Nordnorge vintern 1662/63 var den största i Norges historia. 30 personer i Vardø blev då anklagade för häxeri, varav 18 brändes på bål, två torterades ihjäl och en hamnade på tukthus. Det var kulmen på den häxjakt som vuxit sig värre och värre i Nordnorge ända sedan den första häxprocessen i Vardø 1621, och den tredje av tre stora massprocesser i Nordnorge, efter Häxprocessen i Vardø 1621 och Häxprocessen i Vardø 1651–1653. 

## Häxprocessen
Den 2 september 1662 hade Dorthe Lauritzdotter tagits in till förhör på Vardöhus fästning. Hon hade redan 1657 anklagats för häxeri, men blivit frikänd. Hon anklagades för andra gången av Lauritz Braas, som uppgav att två av hans drängar, som nyligen dött, sagt att hon förhäxat dem. Fyra häxor ledda av Dorthe skulle i skepnad av en duva, en örn, en kråka och en svan ha öppnat sina vindknutar över havet från Domen-berget och försökt få en båt att förlisa, men det hade misslyckats på grund av att båtens besättning hade bett till Gud. Dorthe brändes på bål 6 november 1662 tillsammans med två andra kvinnor. Ytterligare två kvinnor avrättades sedan för häxeri.
Vid jul 1663 blev barn för första gången anklagade för häxeri, då systrarna Ingeborg Iversdatter och Karen Iversdotter, åtta år, döttrar till en av de kvinnor som just bränts, inhämtades till förhör tillsammans med den tolvåriga Maren Olsdotter, bror- eller systerdotter till en av de andra nyligen avrättade kvinnorna. Flickorna kom med många historier och prästen hade problem med att få dem att rabbla katekesen då de satt inspärrade i det så kallade "trollkvinnefengeselhullet" i Vardöhus fästning, där häxor brukade sitta fängslade i väntan på dom.

## Häxsabbat
Ingeborg Iversdatter uppgav under förhör 26 januari 1663 att hon och Sölvi Nilsdotter hade firat julafton 1662 i Kiberg tillsammans med Maren Olsdotter och Sigri Klockare, trots att de båda suttit i fästningens "trollkvinnefengselhål" som fångar då; de hade förvandlat sig till katter och krupit under porten mött Maren och Sigri i Kiberg, som kommit flygande från Varangerfjorden. I Kiberg hade de brutit sig in i en källare och druckit sig berusade på öl medan Satan lyste upp för dem; de två vuxna kvinnorna hade bråkat, och Sölvi drack sig så berusad att Satan hade det jobbigt att få henne tillbaks till fängelset senare på natten. Fängelseprästen tyckte sig då få förklaringen till varför det försvunnit sprit från källaren.
Sölve Nilsdotter uppgav under förhören i januari att det under julafton 1661 hade hållits en gigantisk häxsabbat på Dovrefjäll i södra Norge, där häxor kom flygande förvandlade till hundar och katter för att dricka och dansa med Satan i skepnad av en svart hund. Under dansen med Margrette Jonsdotter tappade hon en sko, men Satan gav henne genast en ny.

## Barnvittnen
Den tolvåriga Maren Olsdatters mor hade avrättats för häxeri flera år tidigare, och nu hade hon själv arresterats sedan hennes moster/faster, som tagit hand om henne, avrättats för att ha lärt upp henne i svartkonst. Då Maren förhördes 26 januari kom hon med en historia som gavs stor uppmärksamhet; hon sade sig ha varit på besök i helvetet, där hon visats omkring av Satan. Satan hade visat henne ett stort vatten nere i en svart dal, som kokade då han blåste eld ur ett järnhorn, och i vattnet hade människor kokats som skrek som katter. Han hade stuckit en skinka i vattnet som genast blev färdigkokt, och sagt henne att också hon skulle få koka i vattnet som lön om hon tjänade honom. Senare hade hon fått följa med till en häxsabbat på berget Domen mellan Svartnes och Kiberg, där Satan spelade till dans på en röd fiol, skänkte häxorna öl och sedan följde var och en hem personligen. Rätten frågade vilka hon hade sett där, och Maren namngav 5 kvinnor, däribland Ingeborg Krog från Makkaur, som följt henne till helvetet i skepnad av en duva.
Ingeborg Krog hämtades och förhördes. Hon nekade, utsattes för vattenprovet och sedan, då hon fortsatt nekade, utsattes hon för tortyr. Inte ens under tortyr erkände hon mer än en historia som rätten fann otillräcklig; hon sade att hon en gång ätit en fisk hon bjudits på av en kvinna som bränts för häxeri 1653, och att hon möjligen fått i sig någon trolldom då. Sölve Nilsdotter sade att Ingeborg var lika mycket häxa som de andra, lika god i trolldom som de, att hon fått en fiskebåtatt förlisa och att det var hon som lärt de andra häxorna hur de skulle undvika att avslöja något under förhör. Men Ingeborg fortsatte att neka; hon klipptes med glödande tänger och "svavel lades på hennes bröst på pinobänken", men hon yttrade: "Jag kan inte ljuga på vare sig mig själv eller någon annan. Å nej, så kan de pina kroppen, men själen kan de dock inte pina." Ingeborg blev ihjältorterad och hennes lik släpades ut på en ö mittemot galgen.
Den åttaåriga Karen Iversdatter uppgav att häxor i skepnad av tre kråkor hade försökt mörda amtmannen med en knappnål. Tjänsteflickan Ellen arresterades för detta och erkände att hon brukade använda besvärjelser för att påverka boskap. Ellen brändes tillsammans med Sigri Klockare 27 februari 1663.
Barbra från Vadsö angavs av Maren som en av de som flugit med Dorthe på Domen. Hon sade att Maren angivit henne påverkad av läkarfrun Anne Rhodius från Oslo, som befann sig i exil i nordnorge med sin make på grund av bråk i hemstaden, och att dessa två angett en av rättledamöternas fru och dotter som häxor- dessa beskyllningar ignorerades. Barbra brändes med fyra andra kvinnor 8 april 1663.
Sölvi Nilsdotter, Margrette Jonsdotter och ytterligare två kvinnor brändes på bål i Vardø den 20 mars 1663.

## Avslutning
Den 25 juni hämtades de två sista häxorna, Malene från Andersby och Ragnhild Endresdotter från "trollkvinnefengselhullet" och sade att Maren hade kommit med alla sina bekännelser och angivelser påverkad av doktortsfrun Anne Rhodius, som också kommit till dem i fängelset och hotat dem med tortyr för att få dem att bekänna. Malene och Ragnhild släpptes fria. Ingeborg Iversdatter och tre andra "trollungar" frikändes av lagmannen i juni 1663 för deras ålders skull, medan Maren sändes till tukthuset i Bergen. Anne Rhodius kvarblev i sin exil i Nordnorge till sin död 1672.
Denna process var den sista av de många häxprocesserna i Nordnorge. Ytterligare några personer blev anklagade, men de flesta efter 1663 blev frikända, endast två blev dömda (1678 och 1695).

## Minnesmärke
I juni 2011 invigdes på Steilneset minnested i Vardø kommun. Det var ett minnesmärke över häxprocesserna i Nordnorge. Monumentet är 125 meter långt, och inspirerat av de lokala torkställningarna för klippfisk. Det är utformat av arkitekten Peter Zumthor och skulptören Louise Bourgeois, och utformat som en långsmal byggnad, placerad på pålar och med en exteriör i ett segelduksliknande material, inuti en träställning. Centralt i museet är Louise Bourgeois skulptur med en stol ur vars säte kommer gasflammor, vilka reflekteras i sju högt placerade speglar.